# Estrada da Vida (álbum)
Estrada da Vida é um álbum de estúdio da dupla Milionário & José Rico, lançado pela Warner Music. Esse disco, foi certificado com disco de platina triplo pelas mais de 750 mil cópias vendidas, segundo a ABPD.

## Faixas
1. Estrada da Vida
2. Bebida não cura paixão
3. Meu sofrimento
4. Destino cruel
5. Sentimento sertanejo
6. Adeus
7. Migalhas de amor
8. Doce ilusão
9. Conselho
10. Ciumento
11. Solidão
12. Esquecido